# Stanley Benham
Stanley Delong („Stan“) Benham (* 21. Dezember 1913 in Lake Placid, New York; † 22. April 1970 in Miami, Florida) war ein US-amerikanischer Bobpilot. Er wurde zweimal Weltmeister im Viererbob und gewann zwei olympische Silbermedaillen.
Benham war von Beruf Feuerwehrmann und stieg bis zum Kommandanten der Feuerwehr von Lake Placid auf. Zunächst betrieb er Skispringen, was ihm aber laut eigenen Aussagen „zu lahm“ war, weshalb er 1945 die Sportart wechselte. Auf nationaler Ebene gehört Benham zu den erfolgreichsten amerikanischen Bobfahrern überhaupt. Bei nordamerikanischen Meisterschaften siegte er dreimal im Zweierbob (1951, 1954, 1956) und viermal im Viererbob (1948, 1951, 1953, 1956). Bei AAU-Meisterschaften war er im Zweierbob dreimal der Schnellste (1954, 1956, 1957), im Viererbob sechsmal (1948, 1951, 1953, 1954, 1956, 1957).
International trat Benham erstmals bei der Weltmeisterschaft 1949 in Lake Placid in Erscheinung, als er mit dem Viererbob die Goldmedaille gewann. Diesen Erfolg wiederholte er bei der Weltmeisterschaft 1950 in Cortina d’Ampezzo; hinzu kam eine Silbermedaille im Zweierbob. Die Weltmeisterschaft 1951 in L’Alpe d’Huez beendete er in beiden Disziplinen auf dem zweiten Platz. Ebenfalls zwei Silbermedaillen im Zweier- und Viererbob gewann er bei den Olympischen Winterspielen 1952 in Oslo. Eine weitere Zweierbob-Bronzemedaille folgte bei der Weltmeisterschaft 1954 in Cortina. Schließlich wurde er bei der Weltmeisterschaft 1961 in Lake Placid nochmals Zweiter im Viererbob.